# 제22회 서울독립영화제
제22회 서울독립영화제는 1996년 11월 22일에 열린 시상식이다.

## 수상 및 후보

### 대상
- 우린 낯선 사람들 - 김성수 수상

### 심사위원상
- 영화감독 - 민규동 수상

### 코닥상
- 필통 낙하시험 - 손인한 수상

### 감독상
- 필통 낙하시험 - 손태웅 수상

### 장려상
- 기차타기 - 한연수 수상
- 휴가 - 김용균 수상
- 꽃으로 만발해서는 - 이진아 수상
- 장마 - 조범구 수상
- 자유의지로의 시를 쓴다 - 박용준 수상
- 뫼비우스의 질주 - 조우주 수상
- SUNDAY - 김광훈 수상
- 나는 영화다 - 이계벽 수상
- 공사중 - 이혜원 수상
- 고립 - 김봉래 수상
- 회상의 머나먼 - 박성오 수상
- 미안해 - 조형준 수상
- IN_OFF - 이민영 수상
- 표지판 - 송낙원 수상
- 3학년 1반 한소희 - 김성희 수상